# Kleinniedesheim
Kleinniedesheim este o comună din landul Renania-Palatinat, Germania.